# Sainte-Lunaise
Sainte-Lunaise is een plaats en voormalige gemeente in het Franse departement Cher (regio Centre-Val de Loire) en telt 23 inwoners (2009). De plaats maakt deel uit van het arrondissement Bourges. Sainte-Lunaise is op 1 januari 2019 opgeheven en toegevoegd aan de gemeente Corquoy. 

## Geografie
De oppervlakte van Sainte-Lunaise bedraagt 14,5 km², de bevolkingsdichtheid is dus 1,6 inwoners per km².
De onderstaande kaart toont de ligging van Sainte-Lunaise met de belangrijkste infrastructuur en aangrenzende gemeenten.

## Demografie
Onderstaande figuur toont het verloop van het inwonertal (bron: INSEE-tellingen).